# Molokaiuggla
Molokaiuggla (Grallistrix geleches) är en förhistorisk utdöd fågel i familjen ugglor inom ordningen ugglefåglar och liksom övriga arter i släktet endemiska för Hawaiiöarna. 

## Förekomst och utdöende
Molokaiugglan förekom enbart på ön Molokai i Hawaiiöarna och beskrevs 1991 utifrån benlämningar funna i Moomoomidynerna. När den dog ut är oklart, men tros ha påverkats kraftigt när polynesierna anlände till ögruppen på 500-talet. De subfossila lämningarna har liksom för oahuugglan hittats i låglänta kustnära områden, vilket tyder på att den var marklevande i sanddynfält. Detta gjorde den troligen särskilt känslig för predation av invasiva arter, framför allt den polynesiska råttan (Rattus exulans).

## Utseende och levnadssätt
Molokaiugglan var relativt stor, större än arterna på Maui och Oahu. Arterna i släktet har alla relativt långa ben och korta vingar för att vara ugglor. På engelska har de därför fått namnet styltugglor. Tårna var till och med kraftigare än en lappugglas. Det föranleder att tro att de var mycket starka i sina ben och avlivade sina byten genom att krossa dem. Ugglorna i Grallistrix var på flera sätt likartade skoglevande hökar i Accipiter till sin uppbyggnad. Eftersom detta släkte inte förekom i Hawaiiöarna tros ugglorna ha intagit dess ekologiska niche.